# Chelidurella acanthopygia
Chelidurella acanthopygia es una especie de insecto del género Chelidurella, familia, Forficulidae. Fue descrita por Géné en 1832.
Se mantiene activa durante todos los meses del año, siendo septiembre y octubre los de mayor actividad.

## Distribución
Se distribuye por Austria, Bélgica, Bosnia y Herzegovina, Croacia, República Checa, Dinamarca, Bielorrusia, Inglaterra, Francia, Alemania, Hungría, Italia, Letonia, Lituania, Países Bajos, Noruega, Polonia, Rumania, Rusia, Serbia, Eslovaquia, Eslovenia, Suecia, Suiza y Ucrania.